# Helenistička civilizacija
Helenistička civilizacija je izraz kojim se opisuju kulturna dostignuća država Antičke Grčke, Bliskog Istoka i Jugozapadne Azije u helenističkom razdoblju Starog vijeka, odnosno od oko 330. pr. Kr. do 30. pr. Kr. Pod time se podrazumijevaju kako kultura polisa i drugih područja Stare Grčke, tako i država nastalih osvajanjima Aleksandra Velikog, odnosno koje su nakon tog perioda bile posredno izložene helenizaciji. Za helenističku civilizaciju je karakteristično da je predstavljala svojevrsni spoj dotadašnje starogrčke, odnosno "zapadne" kulture koje su na novosvojena područja donosili grčki vladari i kolonisti te utjecaja domorodačke, odnosno orijentalne kulture njihovih podanika.
Helenistički vladari su u tom razdoblju, nastojeći ojačati vlast nad noovosvojenim područjima, poticali kolonizaciju, a što se odrazilo na stvaranje novih gradova kao što su Seleukija, Antiohija i Aleksandrija, od kojih će potonja postati kulturno središte antičkog svijeta. Kolonisti, pak, više nisu dolazili iz jednog "matičnog" grada, nego i iz različitih područja, što je podsticalo razvoj novog zajedničkog grčkog dijalekta poznatog kao helenistički grčki.